# AAT Challenger Santa Fe II 2023
L'AAT Challenger Santa Fe II 2023, noto come AAT Medifé Challenger Santa Fe II 2023 per motivi di sponsorizzazione, è stato un torneo maschile di tennis professionistico giocato sulla terra rossa. È stata la 2ª edizione del torneo, facente parte della categoria Challenger 75 nell'ambito dell'ATP Challenger Tour 2023. Si è giocato al Santa Fe Lawn Tennis Club di Santa Fe, in Argentina, dal 16 al 21 ottobre 2023.

## Partecipanti

### Teste di serie
| Nazionalità | Giocatore                  | Ranking* | Testa di serie |
| ----------- | -------------------------- | -------- | -------------- |
| Argentina   | Federico Coria             | 83       | 1              |
| Argentina   | Juan Manuel Cerúndolo      | 102      | 2              |
| Cile        | Marcelo Tomás Barrios Vera | 108      | 4              |
| Rep. Ceca   | Vít Kopřiva                | 114      | 4              |
| Argentina   | Francisco Comesaña         | 126      | 5              |
| Regno Unito | Jan Choinski               | 127      | 6              |
| Argentina   | Genaro Alberto Olivieri    | 131      | 7              |
| Brasile     | Felipe Meligeni Alves      | 143      | 8              |

* Ranking al 2 ottobre 2023.

### Altri partecipanti
I seguenti giocatori hanno ricevuto una wild card per il tabellone principale:
- Román Andrés Burruchaga
- Federico Delbonis
- Juan Bautista Torres

Il seguente giocatore è entrato in tabellone come alternate:
- Marco Trungelliti

I seguenti giocatori sono passati dalle qualificazioni:
- Blaise Bicknell
- Pedro Boscardin Dias
- Daniel Vallejo
- Nicolás Mejía
- Alex Barrena
- Carlos Taberner

Il seguente giocatore è entrato in tabellone come lucky loser:
- Juan Pablo Ficovich

## Punti e montepremi
| Torneo    | Torneo              | V      | F     | SF    | QF    | 2T    | 1T  | Q | Q2  | Q1  |
| Singolare | Punti               | 75     | 50    | 30    | 16    | 7     | 0   | 4 | 2   | 0   |
| Singolare | Premi in denaro ($) | 10 840 | 6 355 | 3 780 | 2 200 | 1 300 | 780 | – | 390 | 200 |
| Doppio    | Punti               | 75     | 50    | 30    | 16    | –     | 0   | – | –   | –   |
| Doppio    | Premi in denaro ($) | 4 645  | 2 700 | 1 630 | 965   | –     | 545 | – | –   | –   |

## Campioni

### Singolare
Mariano Navone ha sconfitto in finale  Andrea Pellegrino con il punteggio di 7–6(4), 6–4.

### Doppio
Luca Margaroli /  Santiago Fa Rodríguez Taverna hanno sconfitto in finale  Franco Agamenone /  Mariano Kestelboim con il punteggio di 7–6(2), 6–4.